# Gare de St. Marys Junction
La gare de St. Marys Junction est une ancienne gare ferroviaire canadienne située au nord de la ville de St. Marys en Ontario. 
Elle a été construite par la compagnie du Grand Tronc en 1858 sur la ligne reliant Sarnia à Toronto à la jonction d'un embranchement menant à London et n'est plus en service.
La gare a été désignée lieu historique national du Canada en 1973 par la commission des lieux et monuments historiques du Canada, en 1992, elle a été désignée comme gare ferroviaire patrimoniale du Canada par la même commission.

## Histoire

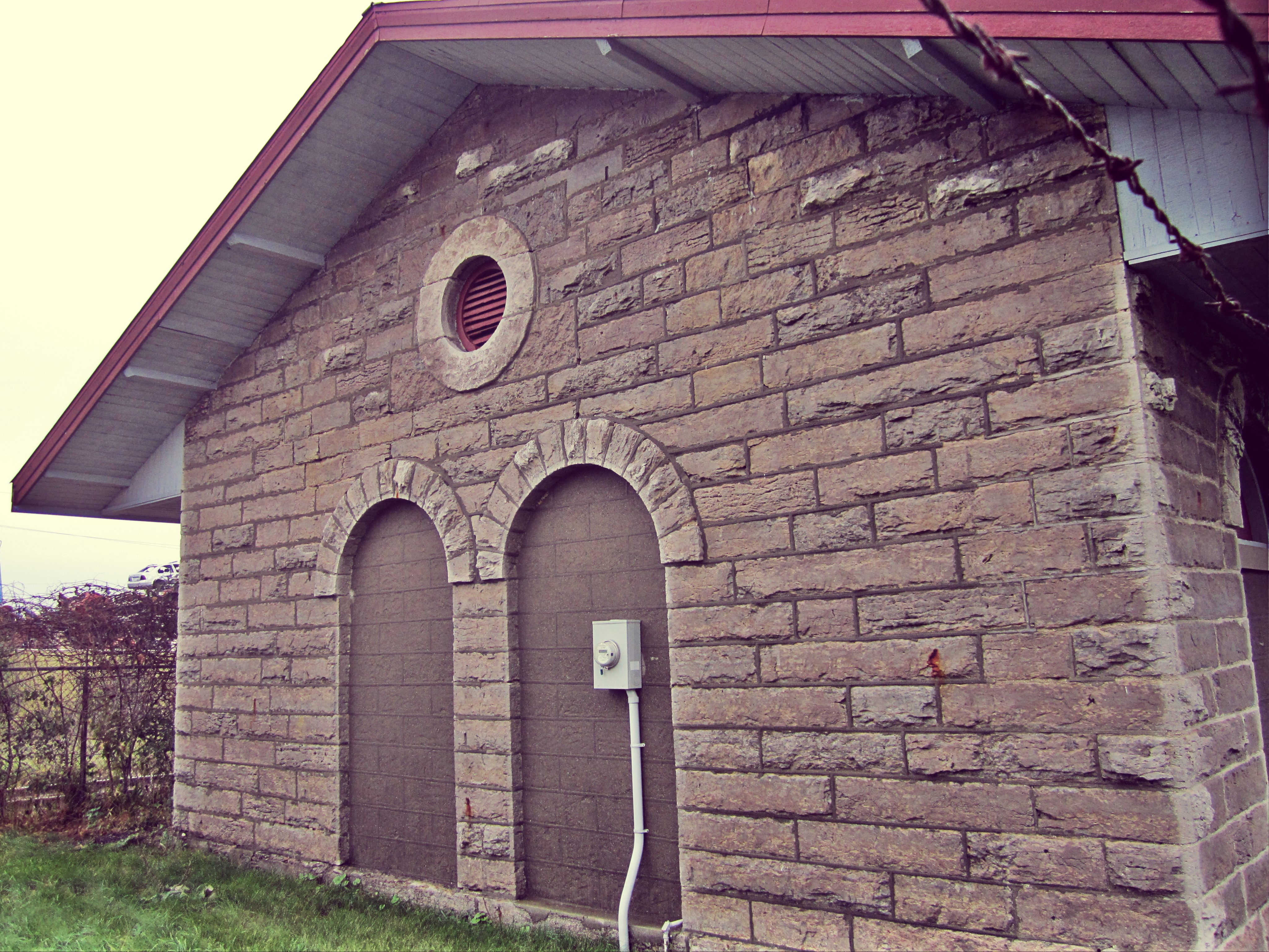
Vue des briques d'un coin du bâtiment.

La gare de St. Marys Junction a été construite en 1858 par l’entrepreneur Casimir Stanislaus Gzowski selon les plans de l'architecte Francis Thompson - il s'agirait du seul bâtiment voyageur subsistant où Thomas Edison travailla à l'emploi Grand Tronc - Le bureau sur lequel il travailla fut déménagé au Edison Institute en 1933 - . 
La gare est utilisée jusqu'en 1970, date de sa démobilisation par  le Canadien National.

## Patrimoine ferroviaire
La gare de St. Marys Junction a été désignée lieu historique national du Canada le 11 juin 1973 par la commission des lieux et monuments historiques du Canada en vertu de sa rareté comme gare construite en pierre sur le tronçon ouest du chemin de fer du Grand Tronc. Elle a été ensuite désignée gare ferroviaire patrimoniale par la même commission le 6 novembre 1992. Le 10 décembre 1993, elle est désignée au patrimoine immobilier de la ville de St. Mary's en vertu de la partie IV de la Loi sur le patrimoine de l'Ontario.